# Callisphyris odyneroides
Callisphyris odyneroides är en skalbaggsart som beskrevs av Leon Fairmaire och Germain 1864. Callisphyris odyneroides ingår i släktet Callisphyris och familjen långhorningar. Inga underarter finns listade.